# بوب براون (لاعب كرة قاعدة)
بوب براون (بالإنجليزية: Robert Murray Brown)‏ هو لاعب كرة قاعدة أمريكي، ولد في 1 أبريل 1911 في دورشستر ‏ في الولايات المتحدة، وتوفي في 3 أغسطس 1990 في بيمبروك في الولايات المتحدة.

## وصلات خارجية
- روبرت براون على موقع دوري كرة القاعدة الرئيسي (الإنجليزية)
- روبرت براون على موقعبيزبول رفرنس.كوم (الدوري الرئيسي) (الإنجليزية)
- روبرت براون على موقعبيزبول رفرنس.كوم (الدوري الثانوي) (الإنجليزية)